# Руска зима
Руска зима, понекад персонификована као „Генерал Мраз“  или „Генерал Зима“,  је појам зимског периода климе Русије који је допринео војним неуспесима неколико инвазија на Русију. Блато је сродни фактор који отежава војно маневрисање у Русији и другде, а понекад се персонификује као „Генерал Блато“.   Руси те блатњаве услове називају распутицама, које се јављају са јесењим кишама и пролећним отопљењем у Русији и отежавају транспорт неуређеним путевима.

## Зима као фактор који доприноси војном поразу
У својој студији о зимском рату у Русији, аутор Ален Ф. Чу закључује да је „Генерал Зима“ био „значајан фактор који је допринео“ — не одлучујуће — војним неуспесима и Наполеонове и Хитлерове инвазије на Русију. Он напомиње да је Наполеонова војска већ пре зиме претрпела значајно исцрпљивање, због недостатка залиха, болести, дезертерства и ратних жртава. Исто тако, Хитлеров Вермахт је већ имао 734.000 жртава и понестајало му је залиха у новембру 1941, пре доласка зиме. 

## Примери

### Шведска инвазија 1707.
У Великом северном рату, Карл XII Шведски је напао Русију 1707. Руси су се повукли, усвојивши политику спаљене земље. Ова зима је била најбруталнија у 18. веку, толико јака да се морска лука у Венецији смрзла током Великог мраза 1709. године. Карлових 35.000 војника је онеспособљено, а до пролећа их је остало само 19.000. Битка код Полтаве крајем јуна 1709. запечатила је крај Шведског царства. 

### Француска инвазија 1812
Наполеонова Велика армија од 610.000 људи напала је Русију, кренувши ка Москви, почетком лета, 24. јуна 1812. Руска војска се повукла пред Французима и поново спалила своје усеве и села, ускративши непријатељу њихову употребу. Наполеонова војска је на крају сведена на 100.000 људи. Његова војска је претрпела и додатне, још катастрофалније губитке при повлачењу из Москве, које је почело у октобру. Више извора се слаже да су зима и њене последице биле само један фактор који је допринео Наполеоновом поразу и повлачењу.   
Да би се супротставио тврдњама да је француски пораз резултат зимског времена, Денис Давидов је објавио војно-историјску анализу под насловом „Да ли је мраз опустошио француску војску 1812. године?“, у којој је показао да су Французи претрпели губитке у биткама током релативно благог времена и навели више узрока њиховог пораза. Он се ослањао и на своја директна запажања и на запажања страних коментатора, укључујући француске ауторе. 
Према Чуу из 1981. године, главнина Наполеонове Велике армије, која је у почетку имала најмање 378.000 војника, „смањила се за половину током првих осам недеља његове инвазије, пре главне битке у кампањи. Ово смањење је делимично последица гарнизонирања центара за снабдевање, али су болести, дезертерства и жртве претрпљене у различитим мањим акцијама проузроковале хиљаде губитака. У бици код Бородина 7. септембра 1812. – једином већем сукобу у Русији – Наполеон није могао да прикупи више од 135.000 војника и изгубио је најмање 30.000 њих да би остварио тесну и Пирову победу на скоро 600 миља унутар непријатељске територије. Наставци су били његова неоспорна и само-поражавајућа окупација Москве и његово понижавајуће повлачење, које је почело 19. октобра, пре првих великих мразева касније тог месеца и првог снега 5. новембра.“  Ливен наводи потешкоће у проналажењу хране за трупе и сточне хране за коње зими као важан фактор. 

### Савезничка интервенција у Русији, зима 1918–1919.
Током северноруске експедиције савезничке интервенције у Руском грађанском рату, обе стране, савезничке снаге и бољшевичка Црвена армија су познавале или брзо научиле принципе зимског ратовања и примењивале их кад год је то било могуће. Међутим, обе стране су имале напрегнуте ресурсе и понекад је једна или друга страна трпела тешке последице недовољне припремљености, али је Чу закључио да зима није донела одлучујућу предност ниједном од учесника. 

### Немачка инвазија 1941
Током Другог светског рата, Вермахту су недостајале неопходне залихе, као што су зимске униформе, због многих кашњења у кретању немачке војске. У исто време, Хитлерови планови за операцију Барбароса су заправо подбацили пре него што је наступило јако зимско време. Ни Хитлер ни Генералштаб нису очекивали дугу кампању која ће трајати до зиме. Тако нису успели да изврше адекватне припреме за евентуалну зимску кампању, попут поделе топле одеће и припреме возила и мазива.  У ствари, његова источна војска је претрпела више од 734.000 жртава (око 23% своје просечне снаге од 3.200.000) током првих пет месеци инвазије пре него што је почела зима.  Дана 27. новембра 1941, Едуард Вагнер, генерал-интендант немачке војске, известио је да смо „на крају наших ресурса и у људству и у материјалу. Ускоро ћемо се суочити са опасностима дубоке зиме.“  Такође треба приметити чињеницу да је необично рана зима 1941. прекинула сезону распутице, побољшавши логистику почетком новембра, док је време још увек било само благо хладно. 

## Зимски ефекти на ратовање
У свом раду из 1981. године Борба против Руса зими: Три студије случаја, Чу се ослања на искуства из савезничко-совјетског рата у северној Русији током зиме 1918–1919, уништења совјетске 44. моторизоване стрељачке дивизије и немачко-совјетског рата током Другог светског рата да би се извукли фактори зимског ратовања који се односе на војну тактику, материјал и особље: 
- Тактика – Одбрамбени положаји су веома повољни због способности одржавања топлоте и заштите, у поређењу са нападом по зимској хладноћи. Мобилност и логистичка подршка често су ограничени снегом, што захтева његово уклањање или сабијање да би се могла користити возила са широким гусеницама или санке. За кретање пешадије по дубоком снегу потребне су скије или крпље да би се избегла исцрпљеност. Звук се добро преноси преко снега, умањујући елемент изненађења. Експлозиви су корисни за ископавање "лисичјих рупа" и већих склоништа у смрзнутом тлу. Напад на пољске кухиње и логоре ускраћује непријатељу храну и склониште. Брзо уклањање рањеника са бојног поља је од суштинског значаја за њихов опстанак на хладноћи.
- Материјали – Оружју и возилима су потребна посебна мазива за рад на ниским температурама. Мине су непоуздане зими, због дубоког снега који може ублажити фитиљ или створити ледени мост преко детонатора.
- Особље – Потребна је одговарајућа зимска одећа да би се одржала телесна топлота и да би се избегле повреде од хладноће као што су промрзлине. Ефикасност трупа и опстанак захтевају или коришћење доступног склоништа или обезбеђивање преносивог склоништа.

Сенди Вудворд, командант оперативне групе Краљевске морнарице током Фокландског рата, који се водио пре надолазеће јужноатлантске зиме, приметио је у својим мемоарима: „Тада сам, први пут, помислио на долазак генерала Зиме. Да је био овде пре десет дана, не би био од велике помоћи Арговима (Аргентинцима), укопаним на висинама без шансе да њихова Врховна команда подигне своје ваздушне снаге у небо. Али мислим да би нас докрајчио.“ 